# Lisette Wellens
Lisette Wellens  (Amsterdam, 12 april 1987) is een Nederlandse televisiepresentatrice en verslaggeefster. Ze is een van de presentatoren van Goedemorgen Nederland en doet live verslag voor hetzelfde programma. Ook schrijft ze een maandelijkse column voor tijdschrift &C

## Biografie
In haar examenjaar was Wellens panellid bij het Jongerenlagerhuis van de VARA. Ze besloot naar de School voor Journalistiek in Utrecht te gaan en studeerde in 2009 cum laude af.
Na haar opleiding vertrok ze naar Curaçao, het geboorte-eiland van haar moeder, om daar bij het Jeugdjournaal voor de voormalige Nederlandse Antillen en later bij de Caribische redactie van de Wereldomroep te gaan werken. 
Tijdens haar tijd op het eiland schreef ze ‘Kabei Krioyo – the Wonders of Creole Hair’, een boek over de bevolking van Curaçao, de manier waarop ze hun haar dragen en de ‘haarverhalen’ die bij hun kapsels horen.
Na haar terugkeer in Nederland werkte Wellens als redacteur bij Hart van Nederland en daarna bij het NOS Jeugdjournaal. Haar debuut voor de camera maakte ze bij RTL Live waar ze elke dag live verslag deed van een actuele gebeurtenis in het land.
Haar werk voor Goedemorgen Nederland combineerde ze geruime tijd met de presentatie van het nieuws bij de Amsterdamse stadszender AT5. Ook presenteerde ze daar regelmatig De Straten van Amsterdam, een programma over typische Amsterdammers en hun woonomgeving en deed ze voor de zender verslag bij grote evenementen zoals de Dam tot Damloop en de intocht van Sinterklaas.
In de zomer van 2018 was Wellens deelnemer aan het televisieprogramma De Slimste Mens, waarin ze drie afleveringen meedeed.
Sinds oktober 2019 was ze een van de presentatoren van het radioprogramma 't Wordt Nu Laat op NPO Radio 2. 